# زيت السمك

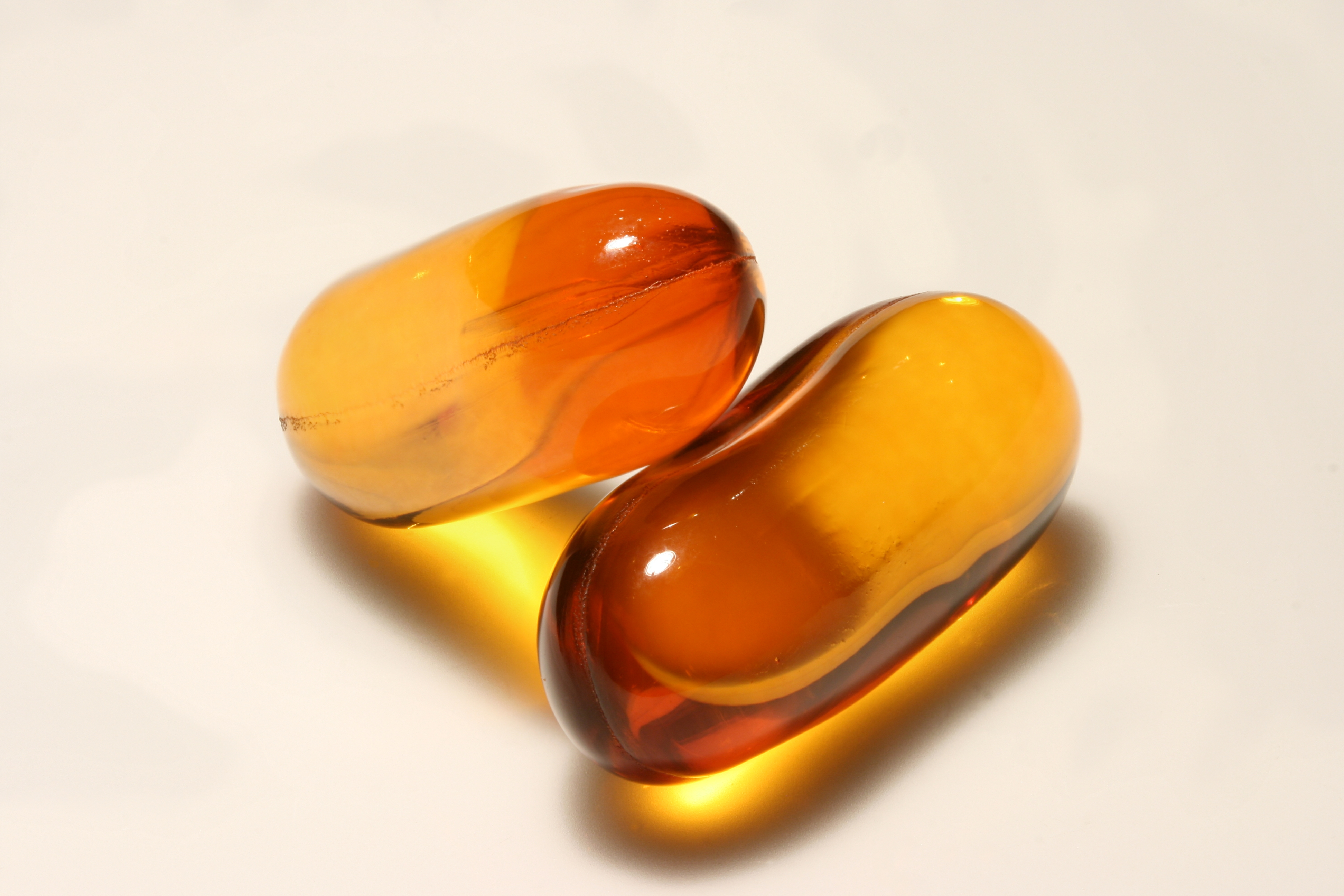
كبسولات زيت السمك

زيت السمك (بالإنجليزية: Fish oil) هو زيت مستخرج من أنسجة الأسماك الزيتية. وتحتوي زيوت السمك على أحماض أوميجا -3 الدهنية، وهي حمض الإيكوسابنتاينويك وحمض الدوكوساهكساينويك المركبات الأولية لبعض أنواع الإيكاوزانويد المعروفة بتخفيف الالتهاب في الجسم، ولها فوائد صحية أخرى، مثل علاج فرط ثلاثي غليسيريد الدم، مع ادعاءات غير مدعومة بعد بأنها تمنع النوبات القلبية أو السكتات الدماغية. وتمت دراسة زيت السمك وأحماض أوميغا 3 الدهنية في مجموعة متنوعة من الحالات الأخرى، مثل الاكتئاب الإكلينيكي، والسرطان، والقلق، والتنكس البقعي، ولكن لم يتم بعد التحقق من فوائد زيت السمك في هذه الحالات.
لا تنتج الأسماك المستخدمة كمصادر لزيت السمك الأحماض أوميجا -3 الدهنية بالفعل، بل تراكمها عن طريق استهلاك الطحالب الدقيقة أو الأسماك الفريسة التي جمعت أحماض أوميغا 3 الدهنية.
قد تحتوي الأسماك المفترسة الدهنية مثل أسماك القرش، وسمك السيف، وسمك التلفيش، وسمك التونة البيضاء على كميات عالية من أحماض أوميغا 3 الدهنية، ولكن بسبب موقعها في الجزء العلوي من السلسلة الغذائية، قد تراكم هذه الأنواع أيضا المواد السامة من خلال التضخم الحيوي. ولهذا السبب، توصي وكالة حماية البيئة الأمريكية بتقييد استهلاك أنواع معينة من الأسماك (المفترسة) (مثل أسماك التونة، والقرش، وسمكة السيف)، وذلك بسبب ارتفاع مستويات الملوثات السمية بها، مثل الزئبق، والديوكسين، وثنائي الفينيل متعدد الكلور. ويستخدم زيت السمك كعنصر في تغذية الأحياء المائية، حيث يتم استخدام أكثر من 50 في المائة من زيت السمك العالمي المستخدم في تربية الأحياء المائية لتغذية سمك السلمون المستزرع.
ويختلف زيت أسماك المياه العذبة والمالحة في محتويات حمض الأراكيدونيك، وحمض الدوكوساهكساينويك، وحمض الإيكوسابنتاينويك، وتتراوح الأنواع المختلفة للأسماك من النحيفة إلى الدهنية، وقد تبين أن محتواها من الزيوت في الأنسجة يختلف من 0.7٪ إلى 15.5٪، وقد كشفت الدراسات أنه لا توجد علاقة بين إجمالي كمية السمك أو الأوميغا − 3 في الأسماك، وتركيزات أحماض أوميغا 3 الدهنية في الدم. وقد لوحظ أن تناول السمك الدهني فقط، ولا سيما السلمون، وتقدير حمض الدوكوساهكساينويك، وحمض الإيكوسابنتاينويك من الأسماك الدهنية يرتبط ارتباطًا كبيرًا بزيادة مستوياتهما المصلية.

## الاستخدامات
غالبا ما يتم تسويق زيت السمك وبيعه للاستهلاك كجزء من النظام الغذائي أو في المكملات الغذائية في المجتمعات المعاصرة، ووجدت زيوت الأسماك أيضًا أدوارًا في الاستخدام الخارجي كمرطبات أو كمراهم عامة وكذلك في فن الجسد أو العزل المزعوم ضد البرد.

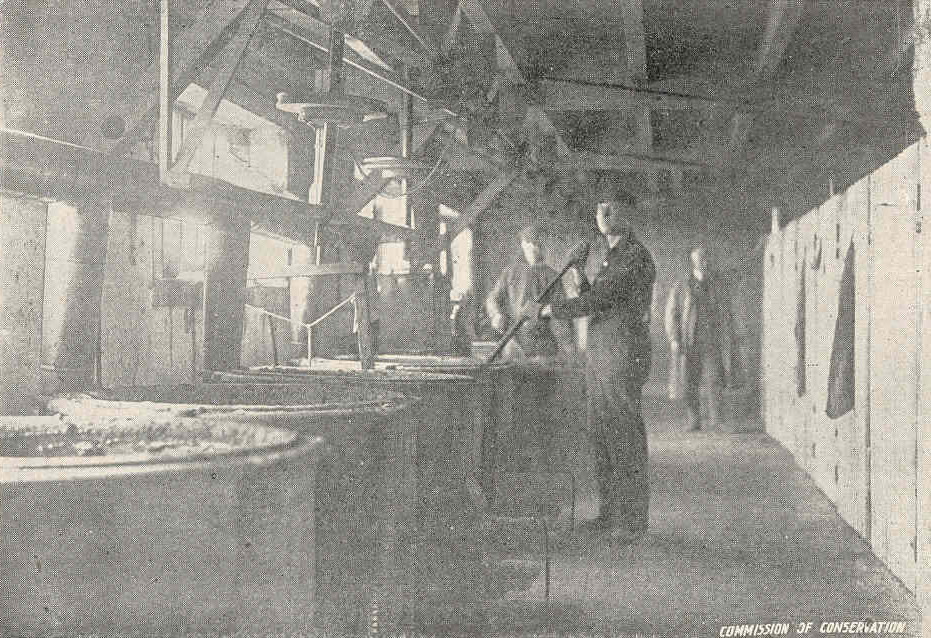
تقديم زيت السمك في بورت دوفر، أونتاريو، 1918

## تفاصيل غذائية
المصدر الغذائي الأكثر انتشارًا للأوميغا 3 هو الأسماك الزيتية الباردة، مثل سمك السلمون، والرنجة، والماكريل، والأنشوجة، والسردين، حيث تحتوي الزيوت الناتجة عن هذه الأسماك على شكل يحتوي على 7 أضعاف زيوت أوميغا 3 مثل زيوت أوميغا 6، بينما تحتوي الأسماك الزيتية الأخرى، مثل التونة على أوميجا 3 بكميات أقل إلى حد ما. وعلى الرغم من أن الأسماك هي مصدر غذائي لزيوت أوميغا 3، إلا أنها لا تصنعها، بل يحصلون عليها من الطحالب (الطحالب المجهرية على وجه الخصوص) أو العوالق في وجباتهم الغذائية.
| الاسم الشائع                                                | جرام      |
| ----------------------------------------------------------- | --------- |
| رنجة، سردين                                                 | 1.3–2     |
| ماكريل أسباني، ماكريل المحيط الأطلنطي، ماكريل المحيط الهادي | 1.1–1.7   |
| سلمون                                                       | 1.1–1.9   |
| الهلبوت                                                     | 0.60–1.12 |
| التونة                                                      | 0.21–1.1  |
| سمكة السيف                                                  | 0.97      |
| بلح البحر                                                   | 0.95      |
| سمك التلفيش                                                 | 0.9       |
| تونة (معلبة، خفيفة)                                         | 0.17–0.24 |
| بلوق                                                        | 0.45      |
| قد                                                          | 0.15–0.24 |
| القراميط                                                    | 0.22–0.3  |
| المفلطح                                                     | 0.48      |
| القشر                                                       | 0.23      |
| ماهي ماهي                                                   | 0.13      |
| القرش                                                       | 0.83      |
| هوكي                                                        | 0.41      |
| السمك الفضي                                                 | 0.40      |
| النهاشية                                                    | 0.22      |
| البرمون الشائع                                              | 0.100     |

للمقارنة، لاحظ مستويات أوميغا -3 في بعض الأطعمة غير السمكية الشائعة:
| الاسم      | الجرام |
| ---------- | ------ |
| بذر الكتان | 19.55  |
| بذور الشيا | 14.8   |
| نبات القنب | 7.4    |
| الجوز      | 1.7    |
| فول الصويا | 1.1    |
| زبدة       | 0.27   |
| بيض        | 0.109  |
| لحوم حمراء | 0.031  |
| الحبوب     | 0.00   |
| فواكه      | 0.00   |
| حليب       | 0.00   |
| خبز        | 0.00   |
| خضراوات    | 0.00   |

## الآثار الصحية

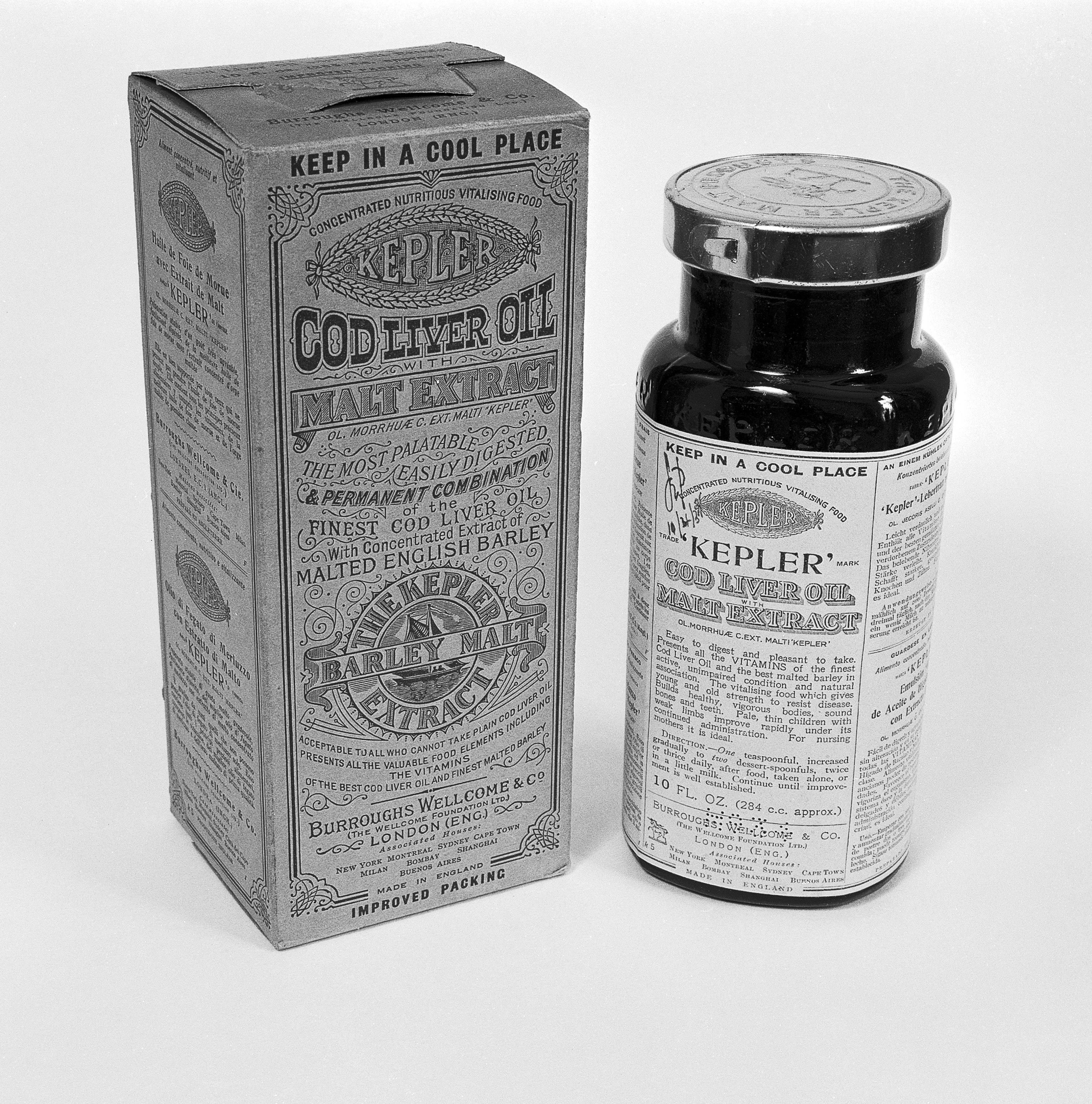
كبلر زيت كبد سمك القد مع مستخلص الشعير

### توصيات مختلفة
في رسالة عام 2009 بشأن مراجعة معلقة للمبادئ التوجيهية الغذائية للأمريكيين، أوصت جمعية القلب الأمريكية بـ 250-500 ملغ / يوم من زيت السمك، وتمت مراجعة المبادئ التوجيهية مرة أخرى للفترة 2015-2020، وشملت التوصية أن يستهلك الكبار ما لا يقل عن ثمانية أونصات من مجموعة متنوعة من أنواع الأسماك في الأسبوع، مساويا ما لا يقل عن 250 ملغ / يوم من حمض الإيكوسابنتاينويك + حمض الدوكوساهكساينويك، وتوصي إدارة الغذاء والدواء بألا يتجاوز الفرد تناول 3 غرامات في اليوم الواحد من حمض الإيكوسابنتاينويك + حمض الدوكوساهكساينويك من جميع المصادر، مع ما لا يزيد عن 2 جرام يوميًا من المكملات الغذائية.

### سرطان البروستاتا
تأثير استهلاك زيت السمك على سرطان البروستاتا مثير للجدل، حيث أظهرت إحدى الدراسات انخفاض احتمالية الإصابة بسرطان البروستاتا مع ارتفاع مستويات الدم من حمض الدوكوساهكساينويك، في حين أفادت دراسة أخرى بزيادة خطر الإصابة بسرطان البروستاتا الأكثر عدوانية مع ارتفاع مستويات الدم من حمض الإيكوسابنتاينويك وحمض الدوكوساهكساينويك، وأشارت بعض الأدلة إلى وجود ارتباط بين مستويات الدم المرتفعة لأحماض أوميغا 3 الدهنية وزيادة خطر الإصابة بسرطان البروستاتا.

### القلب والأوعية الدموية
فشلت الدراسات على مكملات زيت السمك في دعم ادعاءات منعه للنوبات القلبية أو السكتات الدماغية. وسابقا في عام 2007، أوصت جمعية القلب الأمريكية باستهلاك 1 غرام من زيت السمك يوميا، ويفضل عن طريق تناول الأسماك للمرضى الذين يعانون من مرض الشريان التاجي، لكنها حذرت النساء الحوامل والمرضعات بتجنب تناول الأسماك التي يُحتمل أن بها نسبة عالية من ملوثات الزئبق، بما في ذلك الماكريل، وسمك القرش، وسمك السيف، وكانت الجرعة المثلى مرتبطة بوزن الجسم.
تسرد معاهد الصحة الوطنية الأمريكية ثلاثة حالات يُوصى فيها بشدة بزيت السمك وغيره من مصادر أوميغا -3: ارتفاع مستوى ثلاثي غليسريد الدم (ارتفاع مستوى الدهون الثلاثية)، والوقاية من أمراض القلب والأوعية الدموية الثانوية، وارتفاع ضغط الدم. وهناك 27 حالة أخرى يوجد عليها أدلة ضعيفة على أهمية الأوميغا-3 لها، كما يدرج أيضا المخاوف المحتملة، مثل أن تناول 3 غرامات في اليوم أو أكثر من الأحماض الدهنية أوميغا 3 قد يزيد من خطر النزيف، على الرغم من وجود القليل من الأدلة على وجود مخاطر نزيف كبيرة عند تناول جرعات أقل، وقد يزيد تناول كميات كبيرة جدا من زيت السمك من خطر الإصابة بالسكتة النزفية.
وهناك أيضا بعض الأدلة على أن زيت السمك قد يكون له تأثير مفيد على بعض إيقاعات القلب غير الطبيعية. ومع ذلك، لم يجد التحليل التلوي لعام 2012 أي فائدة ذات قيمة.
ووجدت دراسة تلوية عام 2008 من مجلة الجمعية الطبية الكندية أن إضافة زيت السمك لم تثبت أي فائدة وقائية لمرضى القلب الذين يعانون من اضطراب النظم القلبي البطيني. ووجد تحليل عام 2012 منشور في مجلة الجمعية الطبية الأمريكية، والذي يغطي 20 دراسة و68,680 مريضا، أن مكملات حمض أوميغا 3 الدهنية لم تقلل من فرصة الموت أو الموت القلبي أو النوبة القلبية أو السكتة الدماغية.

### ارتفاع ضغط الدم
كانت هناك بعض التجارب البشرية التي خلصت إلى أن استهلاك الأحماض الدهنية أوميغا 3 يقلل قليلا من ضغط الدم المرتفع (قد يكون حمض الدوكوساهكساينويك أكثر فعالية من حمض الإيكوسابنتاينويك). ومن المهم ملاحظة أنه نظرًا لأن أحماض أوميغا 3 قد تزيد من خطر حدوث نزيف، فيجب استشارة مقدم الرعاية الصحية المؤهل قبل تناول زيت السمك كمكمل غذائي.

### الصحة العقلية
وجدت مراجعة كوكرين المنهجية لعام 2008 أن البيانات المتاحة محدودة، ففي دراسة ما، كان الأوميغا 3 علاج مساعد فعال للاكتئاب، ولكنه غير فعال مع أعراض الهوس في الاضطراب ثنائي القطب. ووجد الباحثون «حاجة ملحة» لمزيد من التجارب العشوائية.
ووجدت دراسة أجريت عام 2009 أن المرضى الذين يتناولون أوميجا 3 شهدوا أعراض اكتئابية أقل، وقدمت الدراسات أدلة على أن حمض الإيكوسابنتاينويك قد يكون أكثر فعالية من حمض الدوكوساهكساينويك في علاج الاكتئاب. ومع ذلك، خلص هذا الاستنتاج إلى أنه نظرًا للقيود التي تم تحديدها للدراسات المشمولة، هناك حاجة إلى إجراء تجارب عشوائية أكبر لتأكيد هذه النتائج.
وفي التحليل التلوي لعام 2011 لمقالات ببمد حول زيت السمك والاكتئاب من عام 1965 حتى عام 2010، وجد الباحثون أن «تقريبا كل فعالية العلاج التي لوحظت في الأدبيات المنشورة قد تعزى إلى تحيزات للنشر.».
وتم إجراء تحليل تلوي لأحدى عشر تجربة على التوالي على المرضى الذين يعانون من الاضطراب الاكتئابي الرئيسي طبقا لتشخيص الدليل التشخيصي والإحصائي للاضطرابات النفسية، وثمان تجارب مع المرضى الذين يعانون من أعراض الاكتئاب ولكن لم يتم تشخيصهم بالاكتئاب أظهر فائدة سريرية كبيرة من العلاج بالأوميغا 3 مقارنة إلى الدواء الوهمي. وخلصت الدراسة إلى أن: "استخدام أوميغا 3 فعال في المرضى الذين يعانون من الاضطراب الاكتئابي وفي المرضى الذين يعانون من أعراض الاكتئاب دون تشخيصهم بالاضطراب الاكتئابي.

### مرض الزهايمر
لم يجد التحليل التلوي بكوكرين، الذي تم نشره في يونيو 2012 أي تأثير وقائي مهم للتدهور الإدراك لأولئك الذين تبلغ أعمارهم 60 سنة وأكثر والذين بدأوا في أخذ الأحماض الدهنية بعد ذلك العمر. وقال أحد مؤلفي الدراسة إلى تايم «إن تحليلنا يشير إلى أنه لا يوجد حاليا أي دليل على أن تناول أوميجا -3 الدهنية يوفر فائدة للذاكرة أو التركيز في الحياة اللاحقة».

### الصدفية
أظهرت الحمية المكملة بزيت كبد سمك القد تأثيرات مفيدة على مرض الصدفية.

### الحمل
أفادت بعض الدراسات عن تحسن نمو الحركي النفسي عند عمر 30 شهرا عند الرضع الذين تلقت أمهاتهم مكملات زيت السمك خلال الأشهر الأربعة الأولى من الرضاعة. وبالإضافة إلى ذلك، كان أداء الأطفال في سن الخامسة الذين حصلت أمهاتهم على مكملات طفيفة من حمض الدوكوساهيكسينيك من الطحالب خلال الأشهر الأربعة الأولى من الرضاعة الطبيعية أفضل في اختبار الانتباه المستمر، ويشير ذلك إلى أن تناول حمض الدوكوساهكساينويك خلال مرحلة الطفولة المبكرة يمنح فوائد طويلة الأجل بالنسبة لجوانب محددة من النمو العصبي.
وبالإضافة إلى ذلك، فإن توفير زيت السمك أثناء الحمل قد يقلل من حساسية الطعام الشائعة لدى الرضع، ويقلل من انتشار وشدة بعض الأمراض الجلدية في السنة الأولى من العمر. وقد يستمر هذا التأثير حتى فترة المراهقة مع انخفاض في انتشار و/أو شدة الأكزيما، وحمى القش، والربو.

### داء كرون
وجدت مراجعة كوكرين لعام 2014، استنادا إلى دراستين كبيرتين، أن مكملات زيت السمك لم تكن فعالة في الحفاظ على تراجع داء كرون.

## الجودة والمخاوف بشأن زيت السمك كمكمل غذائي
زيت السمك هو مكمل غذائي شائع الاستخدام، حيث بلغت مبيعاته في الولايات المتحدة وحدها 976 مليون دولار في عام 2009. وقد تم تحديد مشاكل الجودة في الاختبارات الدورية من قِبَل باحثين مستقلين من المكملات الغذائية المسوقة التي تحتوي على زيت السمك والزيوت البحرية الأخرى، وتشمل هذه المشاكل التلوث، والسرد غير الصحيح لمستويات حمض الإيكوسابنتاينويك وحمض الدوكوساهكساينويك، وقضايا التلف والصياغة.

### التلوث
يمكن أن تجمع الأسماك السموم، مثل الزئبق، والديوكسينات، وثنائي الفينيل متعدد الكلور، وقد ينتج زيت السمك الفاسد البيروكسيدات، مع مخاطر قليلة للتلوث بالكائنات الحية الدقيقة، والبروتينات، والكوليسترول، والدهون المتحولة.

### الديوكسينات ومركبات ثنائي الفينيل متعدد الكلور
قد تكون الديوكسينات ومركبات ثنائي الفينيل متعدد الكلور مسببة للسرطان مع مستويات التعرض المنخفضة بمرور الوقت. ويتم تحديد هذه المواد وقياسها في واحدة من فئتين: مركبات ثنائي الفينيل متعدد الكلور الشبيهه بالديوكسينات وثنائي الفينيل متعدد الكلور الكُلية. وفي حين أن إدارة الغذاء والدواء الأمريكية لم تضع حدا لثنائي الفينيل متعدد الكلور في المكملات، فإن المنظمة العالمية لحمض الإيكوسابنتاينويك وحمض الدوكوساهكساينويك وضعت دليلاً يسمح بما لا يزيد عن 3 بيكوجرام من ثنائي الفينيل متعدد الكلور الشبيه بالديوكسينات لكل غرام من زيت السمك. وفي عام 2012، تم اختبار عينات من 35 مكملاً لزيت السمك لمركبات ثنائي الفينيل متعدد الكلور، وتم العثور على كميات ضئيلة من ثنائي الفينيل متعدد الكلور في جميع العينات، وتجاوزت عينتان الحد المسموح به، وعلى الرغم من أن كميات ضئيلة من مركبات ثنائي الفينيل متعدد الكلور تساهم في التعرض الكلي لمركبات ثنائي الفينيل متعدد الكلور، فإن موقع Consumerlab.com يدّعي أن الكميات المُبلّغ عنها عن طريق الاختبارات التي طلبها على مكملات زيت السمك أقل بكثير من تلك الموجودة في وجبة واحدة نموذجية من الأسماك.

### التلف
يمكن إنتاج البيروكسيدات عندما يفسد زيت السمك، وخلصت دراسة بتكليف من حكومة النرويج إلى أنه سيكون هناك بعض المخاوف الصحية المتعلقة بالاستهلاك المنتظم للزيوت البحرية المؤكسدة خاصة فيما يتعلق بالجهاز الهضمي، ولكن لا توجد بيانات كافية لتحديد الخطر. وتتوقف كمية التلف والتلوث في المكمل الغذائي على المواد الخام، وعمليات الاستخراج، والتكرير، والتركيز، والتغليف، والتخزين، والنقل. وأفاد موقع ConsumerLab.com في مراجعته أنه وجد تلفًا في تقارير الاختبار التي طلبها في بعض منتجات مكملات زيت السمك.

### مستويات حمض الإيكوسابنتاينويك وحمض الدوكوساهكساينويك
ووفقًا للاختبارات المعملية المستقلة، يمكن أن تتفاوت تركيزات حمض الإيكوسابنتاينويك وحمض الدوكوساهكساينويك في المكملات الغذائية من 8 إلى 80٪ من محتوى زيت السمك. ويعتمد التركيز على مصدر الأوميغا -3، وكيفية معالجة الزيت، وكميات المكونات الأخرى المدرجة في المكمل الغذائي. ويدّعي تقرير عام 2012 أن 4 من 35 مكملاً لزيت السمك تم تغطيتها تحتوي على كميات أقل من حمض الإيكوسابنتاينويك وحمض الدوكوساهكساينويك، وصُرِح بذلك على الملصق، و3 من 35 يحتوي على المزيد. وادعى منشور ConsumerLab.com في عام 2010 أن 3 من 24 مكمل لزيت السمك المغطاة تحتوي على مستويات أقل من حمض الإيكوسابنتاينويك وحمض الدوكوساهكساينويك، وصُرِح بذلك على الملصق. ومع ذلك، فقد ثبت أن التوافر البيولوجي للحمض الإيكوسابنتاينويك وحمض الدوكوساهكساينويك في كل من زيوت الأسماك في شكل كبسولات واستحلاب عاليا.

### الصياغة
تتوفر مكملات زيت السمك كسوائل أو كبسولات، وتمر بعض الكبسولات المغلفة عبر المعدة قبل إذابتها في الأمعاء الدقيقة، مما يساعد على منع عسر الهضم. وبعض المنتجات المصنعة المغلفة لديها القدرة على إطلاق مكوناتها في وقت مبكر جدا، وأفاد موقع ConsumerLab.com، وهو شركة اختبار ملحق الربح، أن 1 من 24 من مكملات زيت السمك المغلفة المعوية تطلق مكوناتها قبل الأوان.

### زيت السمك كوصفة طبية
تخضع مستحضرات زيت السمك المتوفرة فقط كوصفة طبية لنفس المتطلبات التنظيمية لإدارة الغذاء والدواء مثل المستحضرات الصيدلانية الأخرى فيما يتعلق بكل من الفعالية والسلامة.

## المخاطر
خَلُص استعراض عام 2013 إلى أن احتمال حدوث آثار سلبية بين كبار السن الذين يتناولون زيت السمك يكون معتدلًا في أسوأ الأحوال، ومن غير المرجح أن يكون ذا أهمية إكلينيكية.

### الحد الأقصى للاستخدام
توصي إدارة الغذاء والدواء الأمريكية بألا يتجاوز المستهلكون أكثر من ثلاثة جرامات في اليوم الواحد من حمض الإيكوسابنتاينويك وحمض الدوكوساهكساينويك، ولا يُكافيء ذلك 3000 ملغ من زيت السمك، حيث تحتوي حبة زيت السمك التي تبلغ قيمتها 1000 ملغ على 300 ملغ فقط من الأوميغا -3، وتعادل 10 من هذه الحبوب 3000 ملغ من أوميغا 3. ووفقًا للهيئة الأوروبية لسلامة الأغذية المعنية بمنتجات الحمية الغذائية والتغذية والحساسية، فإن المكملات التي تحتوي على 5 جرام من حمض الإيكوسابنتاينويك وحمض الدوكوساهكساينويك لا تشكل مشكلة تتعلق بالسلامة عند البالغين. ودرس ديربيرج شعوب الإنويت في غرينلاند، ووجد أنهم يتناولون متوسط كمية 5.7 جرام من حمض الإيكوسابنتاينويك في أوميغا 3 في اليوم الواحد، ومن بين الآثار الأخرى التي وجدها، كان هؤلاء الأشخاص يعانون من أزمنة نزيف طويلة، أي تجلط الدم أبطأ.

### الفايتامينات
يحتوي الكبد ومنتجات كبد الأسماك (مثل زيت كبد سمك القد) والعديد من الحيوانات (مثل الحيتان) على أوميجا 3، وتحتوي أيضا على شكل نشط من فيتامين أ، ويمكن أن يكون هذا النوع من الفيتامين خطرا عند المستويات العالية (فرط الفيتامين أ).

### الملوثات السامة
ينبغي أن يكون مستهلكو الأسماك الزيتية على دراية بالوجود المحتمل للمعادن الثقيلة والملوثات القابلة للذوبان في الدهون مثل مركبات ثنائي الفينيل متعدد الكلور والديوكسينات، فيما يُعرف بالتضخم الحيوي. وبعد استعراض مكثف، أفاد باحثون من كلية الصحة العامة بجامعة هارفارد في مجلة الجمعية الطبية الأمريكية (2006) أن فوائد تناول السمك تفوق بكثير المخاطر المحتملة.\
وخضعت مكملات زيت السمك للتدقيق في عام 2006 عندما أبلغت وكالة المعايير الغذائية في المملكة المتحدة وسلطة سلامة الأغذية في أيرلندا عن مستويات ثنائي الفينيل متعدد الكلور التي تجاوزت الحدود القصوى الأوروبية في العديد من العلامات التجارية لزيت السمك، والتي تطلبت سحبًا مؤقتًا لهذه العلامات التجارية. ولمعالجة القلق بشأن مكملات زيت السمك الملوث، تم إنشاء برنامج المعايير الدولية لزيت السمك، وهو برنامج اختبار واعتماد طرف ثالث لمنتجات زيت السمك بواسطة شركة Nutrasource Diagnostics Inc في مدينة جيلف بأونتاريو في كندا.
وادعت دعوى قضائية رفعتها مجموعة كاليفورنيا البيئية في مارس 2010 أن ثمانية ماركات من مكملات زيت السمك تحتوي على مستويات مفرطة من مركبات ثنائي الفينيل متعدد الكلور، بما في ذلك جي إن سي، وسولجار، والصحة الآن، وبروتين أوميجا، وفارمافيت، وكانت غالبية هذه المنتجات إما كبد سمك القد أو كبد سمك القرش، ويدعي المشاركون في الدعوى أنه نظرًا لأن الكبد هو العضو الرئيسي في الترشيح والتخلص من السموم، فإن محتوى ثنائي الفينيل متعدد الكلور قد يكون أعلى في الزيوت المعتمدة على الكبد منه في زيت السمك المنتج من معالجة الأسماك الكاملة.
وجاء تحليل يستند إلى بيانات مأخوذة من دراسة النساء والسرطان النرويجية (NOWAC) فيما يتعلق بمخاطر الملوثات العضوية الثابتة (POPs) في كبد سمك القد إلى استنتاج مفاده أنه «في النساء النرويجيات، لم يترافق استهلاك كبد السمك مع زيادة خطر السرطان في الثدي أو الرحم أو القولون. وعلى النقيض من ذلك، وُجِد انخفاض في خطر الإصابة بسرطان الكلية».
درس تقرير من كلية الطب بجامعة هارفارد خمس علامات تجارية شهيرة لزيت السمك، بما في ذلك كيركلاند وسي في إس، ووجدوا أن العلامات التجارية تحتوي على «كميات زهيدة من الزئبق، مما يوحي إما بإزالة الزئبق أثناء تصنيع زيت السمك المنقى أو أن مصادر الأسماك المستخدمة في هذه المستحضرات التجارية خالية نسبيا من الزئبق».
زيت الطحالب الدقيقة هو بديل نباتي لزيت السمك، وتوفر المكملات الغذائية المنتجة من زيت الطحالب الدقيقة توازنا بين أحماض أوميغا 3 الدهنية المشابهة لزيت السمك مع انخفاض خطر التعرض للملوثات.

## روابط خارجية
- International Fish Oil Standards — An منظمة concerned with the جودة of omega-3 products as it relates to the معايير دوليةs established by the منظمة الصحة العالمية and the Council For Responsible Nutrition for purity and concentration.
- Joyce A. Nettleton, ed. "PUFA Newsletter". مؤرشف من الأصل في 2020-02-15. اطلع عليه بتاريخ 2006-02-20. {{استشهاد ويب}}: |مؤلف= باسم عام (مساعدة) Two newsletters, both quarterly, reviewing recent publications in essential fatty acids. One is written for researchers, the second is for consumers. Industry sponsored, academic contributors.
- Omega-3 Fatty Acids نسخة محفوظة 30 أبريل 2015 على موقع واي باك مشين. American Cancer Society. Updated 11 January 2008.